# 오토모 사토시
오토모 사토시(일본어: 大友 慧, 1981년 10월 1일 ~ )는 일본에서 태어난 필리핀의 전 축구 선수이다.

## 통계
| 필리핀 | 필리핀 | 필리핀 |
| 연도   | 출전   | 골     |
| ------ | ------ | ------ |
| 2014   | 1      | 0      |
| 합계   | 1      | 0      |